# Jumhooree Party
Die Jumhooree Party oder Republikanische Partei (Dhivehi ޖުމްހޫރީ ޕާޓީ) ist eine politische Partei in den Malediven. 

## Geschichte
Die Partei wurde von einer Gruppe Parlamentarier am 26. Mai 2008 gegründet. Die Partei wuchs schnell und überholte in der Popularität die Maledivische Demokratische Partei (MDP). Im Madschlis wurde sie die größte Oppositionspartei.
In der Wahl 2014 kam die Partei sogar auf 14 Sitze. 2019 erhielt sie jedoch nur 5 Sitze, wurde aber zur Koalitionspartei für die regierende MDP.
Parteiführer und Präsidentschaftskandidat ist der Geschäftsmann und ehemalige Finanzminister Qasim Ibrahim.